# Jan Kapistrán de Vos
Jan Kapistrán de Vos OFM (?- 1667) byl františkán působící v českých zemích. Narodil se někdy před rokem 1621, řeholní sliby složil před rokem 1638. Ve své řeholní kariéře se stal nejprve kazatelem, následně lektorem vyučujícím na klášterních školách teologii pro kleriky připravující se na kněžství. Takto působil v Olomouci, ve františkánském klášteře sv. Bernardina, kde byl spolu s Michaelem Jahnem učitelem bohosloví hned po založení klášterních studií v roce 1641. Musel být schopným organizátorem, neboť po několika letech mu provinční kapituly změnily působení na představeného, jímž se vystřídal ve více klášterech. Na kapitule v Znojmě v roce 1650 byl jmenován kvardiánem konventu v Jindřichově Hradci a současně provinčním definitorem.  Od roku 1653 řídil klášter u P. Marie Sněžné v Praze, kde podporoval rozšíření klášterní knihovny. V letech 1656–1658 byl P. de Vos kvardiánem olomouckého kláštera u sv. Bernardina a následně v letech 1659–1662 opět provinčním definitorem. Jan K. de Vos zemřel v Praze 14. dubna 1667.